# Psychotria cooperi
Psychotria cooperi är en måreväxtart som beskrevs av Paul Carpenter Standley. Psychotria cooperi ingår i släktet Psychotria och familjen måreväxter. Inga underarter finns listade i Catalogue of Life.